# Hans Buchardt
Hans Severin Buchardt (30. november 1893 i København – 10. november 1947) var en dansk atlet. Han var medlem af Hafnia IF.
Buchardt vandt DM på maraton tre år i træk 1916-1918.

## Danske mesterskaber
- Guld 1916 Maraton* 2,51,15
- Guld 1917 Maraton* 2,51,15
- Guld 1918 Maraton* 2,46,34 *40 km

## Maratonløb
1916
- 2,51,15 1. plads 14. maj Veksø DM

1917
- 2,51,15 1. plads 3. juni København DM

1918
- 2,42,15 2. plads 6. oktober Helsingborg
- 2,45,10 3. plads 22. september København
- 2,40,37 2. plads 15. september Stockholm
- 2,45,09 6. plads 15. juli 1918 Malmø
- 2,46,33,3 1. plads 16. juni København DM